# Жилковая петля
Жилковая петля (англ. Gut Knot) — относят к незатягивающимся петлям. Используют в тех же случаях, что и узел проводника (на тонкой рыболовной леске, репшнуре). Узел образуют, если при завязывании дубовой петли наложить дополнительный шлаг. Узел — прост. Затягивается сильно. На верёвках более 5 мм в диаметре затягивается плохо.